# Amphidrina pseudagrotis
Amphidrina pseudagrotis là một loài bướm đêm trong họ Noctuidae.